# Bijan Jazani
Bijan Jazani (1938 Tehran - 19. april 1975) var en iransk kommunist og maler. Han er et ikon blandt moderne intellektuelle iranske socialister.
1. ↑  Navnet er anført på engelsk og stammer fra Wikidata hvor navnet endnu ikke findes på dansk.